# Herman Meijer (politicus)
Herman Meijer (Eindhoven, 15 februari 1947) is een Nederlands voormalig politicus voor GroenLinks. Hij is een afgestudeerd architect en stedenbouwkundige van de Technische Hogeschool Delft.
Hij was actief in de studentenbeweging, de radicale homo-emancipatiebeweging (Rooie Flikkers - als homotravestiet Hermien Katendrecht, RozeLinks) en vredes- en anti-racismecomités. Ook was hij een van de oprichters van de beweging Christenen voor het Socialisme.
Sinds 1970 woont hij in een wooncollectief te Rotterdam.

## Politieke loopbaan
Vóór het ontstaan van GroenLinks in 1990 was Meijer lid van de in deze politieke groepering opgegane politieke partijen CPN en PSP.
In de periode 1990-2002 was hij voor GroenLinks raadslid van de gemeente Rotterdam; van 1994 tot 2002 was hij tevens wethouder, een plek waarvoor hij zijn verkiezing tot Tweede Kamerlid liet vallen. In 1993 was hij kandidaat voor het lijsttrekkerschap van GroenLinks in een intern referendum wat hij verloor van het duo Ina Brouwer/Mohammed Rabbae.
In 2003 werd hij verkozen tot voorzitter van deze politieke partij, als opvolger van Mirjam de Rijk. Zijn streven werd het van GroenLinks het centrum te maken van alle emancipatiebewegingen en de sturende factor van emancipatie te worden. De oude CPN ten tijde van het fractievoorzitterschap van Ina Brouwer had al zo'n streven.
Hij trad op 2 april 2006 af omdat de partijraad het royement van het in opspraak geraakte Eerste Kamerlid Sam Pormes ongedaan had gemaakt. Ook de andere bestuursleden van GroenLinks wensten om die reden op te stappen, maar op verzoek van Meijer bleven zij aan.
In februari 2007 stelde hij zich kandidaat voor de Eerste Kamer. Hij werd door het partijcongres op de vijfde plaats op de lijst gezet. Deze plek bleek niet hoog genoeg voor een zetel.

## Homopolitiek en maatschappijanalyse
Meijer analyseert de samenleving vanuit het oogpunt van onderdrukte seksuele identiteiten en niet-gewenste onderdrukking van seksuele gevoelens en is een fel tegenstander van heteronormativiteit. Niet alleen zijn eigen homo-identiteit neemt hij als referentiekader, ook de 'uitvallers' van de seksuele revolutie en de homo-emancipatie (transgenders, pedofielen, werkers in de prostitutie) hebben zijn interesse. Hij noemt zichzelf in dit kader ook wel polymorf pervers, een bekende term uit de seksuele politicologie van de jaren 70.
Ten aanzien van pedofilie stelt hij dat enerzijds de seksualiteit ontkend en getaboeïseerd wordt, maar anderzijds ook de gevoelens van pedofielen. Hij noemt het een 'dubbele taboeïsering'. Tegelijk verzet hij zich tegen seksuele uitbuiting van kinderen en incest. Ook de inversietheorieën van pederasten kunnen in zijn ogen geen genade vinden.
Meijer weigert zijn eigen gevoelens voor jongens als 'pedofiel' te benoemen; indachtig zijn visie dat leeftijdsgrenzen een onderdeel vormen van de dubbele taboeïsering noemt hij zichzelf gewoon homoseksueel. Een van zijn uitspraken in dit verband, volgens Peter Siebelt: “Ik kan ook wel op een knaapje vallen. Men gaat ervan uit dat je met een kind geen erotische verhouding kan hebben, zonder het te benadelen. Kinderen zouden minder verstandig zijn en niet goed duidelijk kunnen maken wat ze wel of niet willen. Onzin. Alle leeftijdsgrenzen moeten gewoon uit de zedelijkheidswetgeving worden geschrapt.”
Samen met Roze Links pleitte hij voor afschaffing van de leeftijdsgrenzen in de zedenwetgeving en zelfs het geheel afschaffen van die wetgeving.

### Lichaamspolitiek
Meijer is een aanhanger van de leer die ten grondslag ligt aan de Reichiaanse lichaamstherapie, waarin centraal staat dat aanrakingen emoties kunnen opwekken en daardoor (seksuele) taboes kunnen helpen doorbreken. Hij is daarom voorstander van meer lichamelijke expressie, bijvoorbeeld door sport, dans en lichamelijke opvoeding. Ook is hij voorstander van 'vrije liefde' en 'vrije seksualiteit'. Met dat laatste bedoelt hij eerder het toelaten van seksuele gevoelens dan het hebben van seks. Hij gebruikt de term 'lusteconomie' om daarmee het gebrek aan lichamelijkheid in de westerse samenleving te karakteriseren. Hij pleit op grond van deze visie voor meer openbare ontmoetingsplaatsen en kinderspeelpekken in stedelijke omgevingen.
Meijer heeft in het verleden scherpe conflicten gehad met lesbisch feministen omtrent zijn visie over seksualiteit en lichamelijkheid. Hem werd verweten geen oog te hebben voor de gevolgen van zijn visie voor vrouwen. Hij heeft daarop die visie bijgesteld ten aanzien van de rol van "seksueel intimiderende heteromannen".

## Onderscheidingen
Bij zijn afscheid als wethouder werd Herman Meijer in april 2002 benoemd tot Ridder in de Orde van Oranje-Nassau en kreeg hij van de gemeente Rotterdam de Wolfert van Borselenpenning.